# جيراردو هيريرو
جيراردو هيريرو (بالإسبانية: Gerardo Herrero) (و. 1953 – م) هو مخرج سينمائي، وكاتب سيناريو، ومنتج أفلام من إسبانيا. ولد في مدريد.

## وصلات خارجية
- جيراردو هيريرو على موقع IMDb (الإنجليزية)
- جيراردو هيريرو على موقع ألو سيني (الفرنسية)
- جيراردو هيريرو على موقع تيرنر كلاسيك موفيز (الإنجليزية)
- جيراردو هيريرو على موقع أول موفي (الإنجليزية)
- جيراردو هيريرو على موقع قاعدة بيانات الأفلام السويدية (السويدية)
- جيراردو هيريرو على موقع قاعدة بيانات الفيلم (الإنجليزية)
- جيراردو هيريرو على موقع كينوبويسك (الروسية)